# ヘヴンズ・ホワット・アイ・フィール
「ヘヴンズ・ホワット・アイ・フィール」 (Heaven's What I Feel)は、グロリア・エステファンの楽曲通算18枚目のスタジオ・アルバム『グロリア!』から1枚目のシングルとしてリリースされた。
スペイン語バージョン（「Corazón Prohibido」）も制作され、スペインでは1位を記録した。
同年の映画『ダンス・ウィズ・ミー』に使用され、サウンドトラックにも収録された。
アメリカの総合チャートBillboard Hot 100では最高位27位ながら20週もの間チャートインし続けた。

## 収録曲
日本盤 マキシ・シングル
1. ヘヴンズ・ホワット・アイ・フィール （ラジオ・エディット）
2. ヘヴンズ・ホワット・アイ・フィール （ラヴ・トゥ・インフィニティズ・クラシック・ラジオ・ミックス）
3. ヘヴンズ・ホワット・アイ・フィール （ヴィクター・カルデロン・ラジオ・ミックス）
4. ヘヴンズ・ホワット・アイ・フィール （ソウル・ソリューション・ラジオ・ミックス）
5. ヘヴンズ・ホワット・アイ・フィール （ヴィクター・カルデロン・ミックス）
6. ヘヴンズ・ホワット・アイ・フィール （ソウル・ソリューション・ヴォックス・ミックス）
7. ヘヴンズ・ホワット・アイ・フィール （トラウザー・エンスージアスツ・ネアンデルタール・スラスト・ミックス）
8. グロリアズ・ヒット・ミックス （エディット）
  - アイム・ノット・ギヴィング・ユー・アップ/リーチ/ユール・ビー・マイン/ミ・ティエラ〜遙かなる情熱/リヴ・フォー・ラヴィング・ユー/トレス・デセオス〜3つのお願い/エヴァーラスティング・ラヴ/ターン・ザ・ビート・アラウンド